# Kalle Spann
Kalle Spann är en fiktiv rollfigur i boken/filmen Kalle och Chokladfabriken. På originalspråket engelska heter han Charlie Bucket.
Kalle är en fattig pojke som bor i ett skjul som ensamt barn i sin stora familj med föräldrar, farföräldrar och morföräldrar. Hans liv förändras då han hittar den sista gyllene biljetten till Willy Wonkas stora chokladfabrik, en fabrik som han tidigare bara kunnat drömma om att få besöka och som han till och med byggt en modell av. Kalles äventyr i chokladfabriken blir en upplevelse utöver det vanliga. Filmen slutar med att Kalle får åka glashiss.

## Kalle på film
I den första filmatiseringen av Kalle och Chokladfabriken spelas Kalle av Peter Ostrum, men då kallades filmen Willy Wonka & The Chocolate Factory, på svenska Willy Wonka och chokladfabriken. I Tim Burtons re-make från 2005, då med det ursprungliga namnet, är det Freddie Highmore som har rollen.